# Noángel Luaces
Pour les articles homonymes, voir Luaces.
Noángel Luaces, né le 30 mars 1957, est un ancien joueur cubain de basket-ball. Il évolue durant sa carrière au poste de pivot.